# Al-Haj Murad
Al-Haj Murad (Maguindanao, 1949) is de leider van de gewapende Islamitische afscheidingsbeweging Moro Islamic Liberation Front (MILF) in de Filipijnen. Murad werd in 2003 gekozen als de nieuwe leider van de beweging nadat Salamat Hashim overleed.
Onder leiding van Murad werden langdurige onderhandelingen met de Filipijnse regering van Gloria Macapagal-Arroyo opgestart. Na drie jaar onderhandelingen werd in 2008 een principeakkoord gesloten. De ondertekening van dit "Memorandum of Agreement" (MOA) zou op 5 augustus plaatsvinden, maar werd op het laatste moment geblokkeerd door het Filipijnse hooggerechtshof, omdat de afspraken die gemaakt waren in strijd waren met de Filipijnse grondwet. Daarop was het gedaan met de relatieve rust die vijf jaar had geduurd. Eerst braken op zondag 10 augustus gevechten uit toen het Filipijnse leger een offensief begon na afloop van een ultimatum waarop de rebellen enkele dorpen verlaten moesten hebben. Ruim 160.000 mensen sloegen voor het geweld op de vlucht. Gefrustreerde lokale leiders van het MILF vielen daarop op maandag 18 augustus vijf dorpen aan met voornamelijk christelijke inwoners. Bijna 40 mensen werden gedood. Murad claimde daarop dat hij niet zelf de opdracht had gegeven voor de acties en dat hij de gefrustreerde commandanten die ervoor verantwoordelijk waren weer onder controle had.